# Степне (Макушинський округ)
Степне́ (рос. Степное) — село у складі Макушинського округу Курганської області, Росія. 
Населення — 424 особи (2010, 470 у 2002).
Національний склад станом на 2002 рік:
- росіяни — 96 %